# シャトー・マルゴー

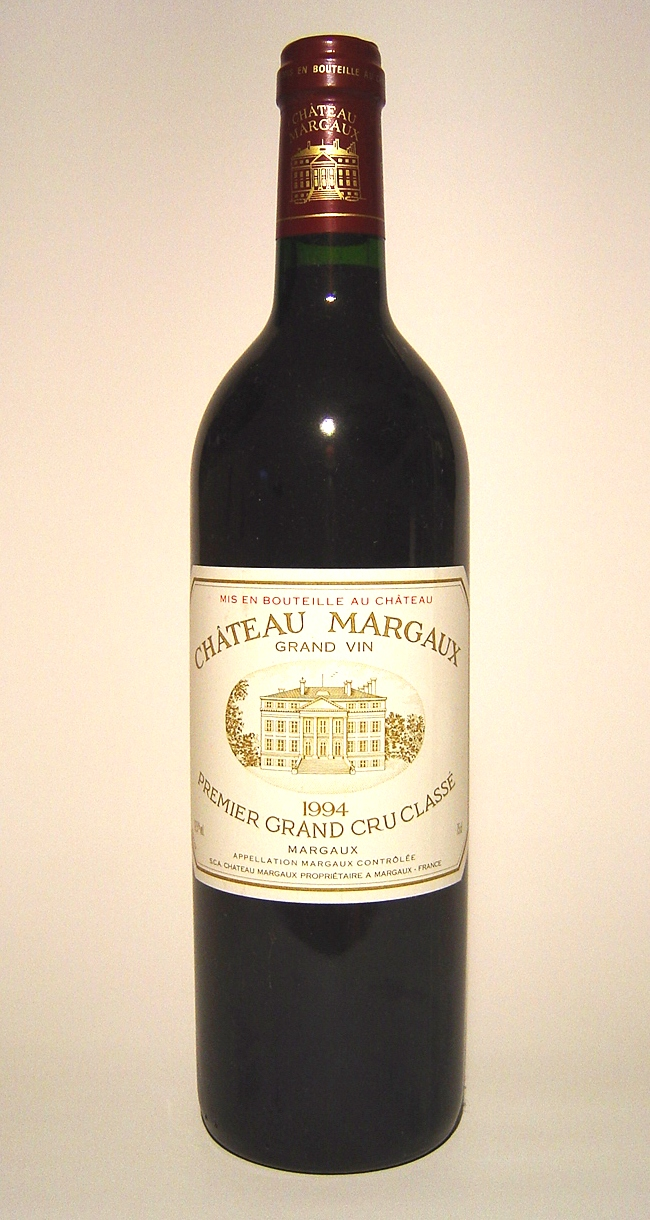
シャトー・マルゴー1994年

シャトー・マルゴー（Château Margaux）は、著名なボルドーワインのシャトーの名称、および同シャトーの生産するワインの銘柄の名称である。「ワインの女王」と呼ばれるボルドーワインの中でも、シャトー・マルゴーはしばしば「最も女性的なワイン」とも形容される。

## 概要
シャトー・マルゴーは、ジロンド県の県庁所在地ボルドーの北方、メドック地区マルゴー村にある。マルゴー村はガロンヌ川河口部エスチュアリーの左岸に位置するワイン生産の好適地である。シャトーは262ヘクタールの敷地を有し、うちAOC認定の赤ワイン用ブドウの畑は87ヘクタールである。白ワイン用ブドウの畑も12ヘクタールありソーヴィニヨン・ブランが栽培されている。
同名のワイン銘柄「シャトー・マルゴー」は、世界で最も高い名声を有する赤ワインの一つである。メドック地区の4つの第1級格付け銘柄の1つであり、10年から数十年の熟成に耐え、良質なヴィンテージのものは高値で取り引きされる。シャトー・マルゴーの年間の生産量は約35万本である。第1級の名声に達しないと判断された赤ワインはセカンドラベルの「パヴィヨン・ルージュ・デュ・シャトー・マルゴー」として販売される。セカンドにも満たないと判断された赤ワインが「マルゴー」の名称（AOCで言う村名マルゴー。他のシャトー産のワインにも、該当する地域のもので同様にマルゴーの名称で販売されているものもある）で販売されることもある。ソーヴィニヨン・ブランから造られる辛口の白「パヴィヨン・ブラン・デュ・シャトー・マルゴー」も年間約4万本生産されている。
シャトー・マルゴーは、かつてはカベルネ・ソーヴィニヨン75パーセントを主体に、メルロー20パーセント、プティ・ヴェルドとカベルネ・フラン5パーセントを基本的なブレンドの比率としていた。だが2000年前後からやや傾向が変わり、カベルネ・ソーヴィニヨンの比率を83パーセントから86パーセントまで引き上げ、代わりにメルローの比率を落としている。

## 歴史
シャトー・マルゴーが歴史上最初に文献に登場するのは12世紀のことである。当時は「ラ・モット・ド・マルゴー」の名で呼ばれていた農園であった。アキテーヌは百年戦争終了時までイングランド王領であり、獅子心王リチャード1世はボルドーワインを日々の飲用に取り入れた。この時代にシャトー・マルゴーは数々の貴族の所有となったが、1570年代にピエール・ド・レストナックという貴族が所有者となったことが一つの転機となった。メドックがワインの産地として発展すると予測したド・レストナックは、1572年から1582年の間にシャトーの穀物畑を縮小してブドウ畑を増やし、ワインの生産に力を入れ現在のシャトーの礎を築いた。
18世紀初めまでにシャトーの敷地は現在と近い広さにまで拡大した。18世紀はワインの醸造技術が大きく進歩し、現代の製品に近い、濃厚で複雑な味わいを持ち、長年の熟成にも耐えるワインが誕生した時代であった。シャトー・マルゴーでもブドウの収穫や土壌の改良に革新的な技術が導入された。そしてルイ15世の治世、愛妾ポンパドゥール夫人がシャトー・ラフィットを宮廷に持ち込むと、その次の愛妾デュ・バリー夫人はシャトー・マルゴーを宮廷に持ち込み愛飲したのである。
18世紀末期、シャトーは大富豪ジョゼフ・ド・フュメルと娘のマリー・ルイーズの所有となったが、この親子はフランス革命のあおりを受けてギロチンにかけられ、シャトーは革命政府に没収された。1801年、シャトーはド・ラ・コロニラ侯爵の手に渡った。ド・ラ・コロニラは当時一流の建築家ルイ・コンブに依頼し、エチケットの絵柄ともなっている壮麗なギリシア神殿風のシャトーの建物を1815年に完成させた。
19世紀半ばのフランス第二帝政の時代にシャトーの所有者となったのは、皇后ウジェニーの侍女も務めたスコットランド人女性エミリー・マクドネルであった。1855年のパリ万国博覧会の際に皇帝ナポレオン3世の指示でメドックのワインの格付けが実施されたとき、シャトー・マルゴーはブラインドテイスティングで唯一20/20点を獲得し、シャトー・ラフィット、シャトー・ラトゥールに次ぐ第1級第3位にランクされた。第二帝政の時代、蒸気船や鉄道といった輸送手段の発達、自由貿易体制の確立、イギリスにおける需要拡大などの要因により、ボルドーワインは黄金時代を迎えた。だがエミリー・マクドネルはナポレオン3世の失脚により、ウジェニーと共にイギリスへ亡命した。
1934年、シャトーはボルドーのネゴシアンであるジネステ家の所有となった。ジネステ家はセカンドラベルを導入したり、ブドウ畑を拡大したり、醸造設備への投資にも熱心に取り組んだ。しかしシャトー・マルゴーは1960年代から1970年代にかけて一時期その名声を落としてしまう。そしてジネステ家は1973年から1974年の「ワインの大暴落」の際に大きな損失を出した。
1976年にジネステ家からシャトーを買い取ったのはギリシャ人アンドレ・メンツェロプーロスであった。メンツェロプーロスは各国での事業で財を成し、フランス人女性を夫人としてフランスでもスーパーマーケット「フェリックス・ポタン」を買収した実業家であった。メンツェロプーロスはボルドー大学の醸造学者エミール・ペイノーを技術顧問に迎え、シャトー・マルゴーの名声を取り戻していった。メンツェロプーロスは1980年に亡くなり、2006年現在、シャトーは娘のコリーヌ夫妻と総支配人ポール・ポンタリエの手によって運営されている。

## 逸話
シャトー・マルゴーを愛好した人物としては、上記のデュ・バリー夫人、共産主義思想家のフリードリヒ・エンゲルス、作家のアーネスト・ヘミングウェイなどが知られている。エンゲルスは「あなたにとっての幸せは」と聞かれ「シャトー・マルゴー1848年」と答えたという。ヘミングウェイはシャトーにしばしば滞在し、孫娘が生まれると「シャトー・マルゴーのように女性らしく魅力的に育つように」と願って「マーゴ（マルゴーの英語読み）」の名を贈ったほどであった。願いは叶い、女の子は魅力的な女性へと成長した。若くして亡くなった映画女優マーゴ・ヘミングウェイその人である。